# Кама Таркан
Кама Таркан (Kama Tarkhan) е легендарен хунски владетел, споменат в изворите за Алтин Оба хордата (Altyn Oba Horde), локализирани в степите северно от Черно море през края на 1 век.
Вероятно през 91 г. е победен от китайския военачалник Бан Чао (班超). Негов наследник е Вунд.